# Willie Norwood
Willie B. Norwood (Carrollton, Misisipi, 8 de agosto de 1947) es un exjugador de baloncesto estadounidense que jugó siete temporadas en la NBA, una más en la liga francesa y otra en la AABA. Con 2,00 metros de estatura, lo hacía en la posición de alero.

## Trayectoria deportiva

### Universidad
Jugó durante cuatro temporadas con los Braves de la Universidad Estatal de Alcorn, en las que promedió 16,9 puntos y 12,2 rebotes por partido. Es el segundo máximo anotador de la historia de los Braves, con 1.973 puntos.

### Profesional
Fue elegido en la decimonovena posición del Draft de la NBA de 1969 por Detroit Pistons, y también por los Kentucky Colonels en el Draft de la ABA, pero no encontró hueco en ninguno de los dos equipos, fichando por el Caen Basket de la liga francesa, donde jugó una temporada. Al año siguiente regresó a su país, firmando por el equipo que lo había elegido en el draft, los Pistons, donde en su primera temporada se encargó de dar minutos de descanso a los titulares Curtis Rowe y Terry Dischinger, promediando 7,5 puntos y 4,1 rebotes por partido.
Jugó tres temporadas más siempre como suplente con los Pistons, siendo la más destacada la 72-73, en la que promedió 8,3 puntos y 4,1 rebotes por partido. Tras terminar contrato, fichó como agente libre por Seattle SuperSonics, donde jugó dos años a las órdenes de Bill Russell, también como suplente. Su mejor temporada fue la segunda, jugando más de 20 minutos por partido, y promediando 7,7 puntos y 3,8 rebotes por partido.
Tras ser despedido, firmó en 1977 de nuevo por Detroit Pistons, donde sólo jugó 16 partidos antes de ser cortado. Al quedarse sin equipo, optó por fichar por los Rochester Zeniths de la efímera AABA, donde disputó 11 partidos en los que promedió 13,6 puntos, proclamándose además campeón de liga. Al término de la competición, regresó a la NBA fichando por Portland Trail Blazers, donde jugaría sus últimos partidos como profesional.

## Estadísticas de su carrera en la NBA

### Temporada regular
| Temporada | Edad | Equipo                 | Liga | P   | TIT | MIN  | TC  | TCA | %TC  | 3P | 3PA | %3P | TL  | TLA | %TL  | R.OF. | R.DEF. | REB | ASIS | ROB | TAP | PER | FP  | PTS |
| 1971-72   | 24   | Detroit Pistons        | NBA  | 78  |     | 16.3 | 2.8 | 5.6 | .505 |    |     |     | 1.8 | 2.8 | .651 |       |        | 4.1 | 0.6  |     |     |     | 2.9 | 7.5 |
| 1972-73   | 25   | Detroit Pistons        | NBA  | 79  |     | 16.2 | 3.2 | 6.4 | .494 |    |     |     | 1.9 | 2.8 | .684 |       |        | 4.1 | 0.7  |     |     |     | 2.3 | 8.3 |
| 1973-74   | 26   | Detroit Pistons        | NBA  | 74  |     | 15.9 | 3.3 | 6.5 | .510 |    |     |     | 1.3 | 1.9 | .664 | 1.3   | 1.8    | 3.1 | 0.8  | 0.8 | 0.1 |     | 2.1 | 8.0 |
| 1974-75   | 27   | Detroit Pistons        | NBA  | 24  |     | 14.5 | 2.7 | 5.1 | .520 |    |     |     | 1.3 | 1.8 | .738 | 1.3   | 2.4    | 3.7 | 0.7  | 1.0 | 0.0 |     | 2.1 | 6.6 |
| 1975-76   | 28   | Seattle SuperSonics    | NBA  | 64  |     | 15.7 | 2.3 | 4.7 | .485 |    |     |     | 2.4 | 3.2 | .749 | 1.4   | 2.2    | 3.6 | 0.9  | 0.7 | 0.1 |     | 2.2 | 6.9 |
| 1976-77   | 29   | Seattle SuperSonics    | NBA  | 76  |     | 21.7 | 2.8 | 6.1 | .469 |    |     |     | 2.0 | 2.7 | .733 | 1.7   | 2.2    | 3.8 | 1.3  | 0.8 | 0.1 |     | 2.5 | 7.7 |
| 1977-78   | 30   | TOTAL                  | NBA  | 35  |     | 17.5 | 2.1 | 5.2 | .409 |    |     |     | 1.4 | 2.1 | .667 | 1.4   | 2.0    | 3.4 | 0.9  | 0.9 | 0.1 | 1.6 | 2.9 | 5.7 |
| 1977-78   | 30   | Detroit Pistons        | NBA  | 16  |     | 16.3 | 2.1 | 5.1 | .415 |    |     |     | 1.3 | 1.8 | .690 | 1.7   | 1.7    | 3.4 | 0.9  | 0.8 | 0.2 | 1.1 | 2.8 | 5.5 |
| 1977-78   | 30   | Portland Trail Blazers | NBA  | 19  |     | 18.5 | 2.1 | 5.2 | .404 |    |     |     | 1.6 | 2.4 | .652 | 1.2   | 2.3    | 3.4 | 1.0  | 0.9 | 0.0 | 2.1 | 2.9 | 5.8 |
| Total     |      |                        | NBA  | 430 |     | 17.1 | 2.8 | 5.8 | .488 |    |     |     | 1.8 | 2.6 | .697 | 1.4   | 2.1    | 3.7 | 0.8  | 0.8 | 0.1 | 1.6 | 2.4 | 7.5 |

### Playoffs
| Temporada | Edad | Equipo                 | Liga | P  | MIN | TCA | TC | 3PA | 3P | TLA | TL | R.OF. | REB | ASIS | ROB | TAP | PER | FP | PTS | %TC  | %3P | %FT   | MIN  | PTS | REB | AST |
| 1973-74   | 26   | Detroit Pistons        | NBA  | 5  | 31  | 7   | 11 |     |    | 4   | 4  | 1     | 3   | 1    | 1   | 1   |     | 7  | 18  | .636 |     | 1.000 | 6.2  | 3.6 | 0.6 | 0.2 |
| 1975-76   | 28   | Seattle SuperSonics    | NBA  | 6  | 215 | 24  | 58 |     |    | 11  | 18 | 20    | 38  | 8    | 7   | 1   |     | 25 | 59  | .414 |     | .611  | 35.8 | 9.8 | 6.3 | 1.3 |
| 1977-78   | 30   | Portland Trail Blazers | NBA  | 3  | 44  | 7   | 12 |     |    | 1   | 1  | 1     | 4   | 4    | 0   | 1   | 2   | 11 | 15  | .583 |     | 1.000 | 14.7 | 5.0 | 1.3 | 1.3 |
| Total     |      |                        | NBA  | 14 | 290 | 38  | 81 |     |    | 16  | 23 | 22    | 45  | 13   | 8   | 3   | 2   | 43 | 92  | .469 |     | .696  | 20.7 | 6.6 | 3.2 | 0.9 |